# Gamba rosada
La gamba rosada (Aristeus antennatus) és una espècie de crustaci decàpode de la família Aristeidae, molt apreciat en gastronomia. La gamba de Palamós pertany a aquesta espècie.

## Descripció
Mesuren fins 22 cm de llargada. Les femelles tenen el rostre llarg i punxegut; la seva armadura arriba a fer 62 mm de llargada i la dels mascles fins 45 mm. El cos és de color vermell intens, amb bandes en l'abdomen. El rostre presenta 3 dents en la vora dorsal.

## Distribució i hàbitat
Es pesca a la mar Mediterrània entre els 100 i 3.300 m de fondària, es pot trobar també a l'Atlàntic oriental entre Portugal i el Cap Verd.

## Alimentació
S'alimenta principalment de mol·luscs bivalves i també d'altres crustacis com Calocaris macandreae i amfípodes, així com poliquets y Ophiuroidea.